# FC Balzan
Der Football Club Balzan ist ein maltesischer Fußballverein aus der Gemeinde Balzan. Er wurde 1937 als Balzan Youths gegründet und spielte vier Spielzeiten in der höchsten maltesischen Spielklasse, der Maltese Premier League, in der er in der Saison 2003/04 sowie seit 2011 spielt. Am 13. Juni 2012 wurde der Name in FC Balzan geändert.
In der Saison 2014/15 erreichte die Mannschaft den vierten Platz, und damit die erstmalige Teilnahme am Europapokal.

## Erfolge
- Maltesische Meisterschaft (0):
  - Vizemeister: 2018, 2019
- Maltesischer Pokal (1): 2019

## Europapokalbilanz
| Saison  | Wettbewerb                    | Runde                  | Gegner                  | Gesamt | Hin     | Rück          |
| ------- | ----------------------------- | ---------------------- | ----------------------- | ------ | ------- | ------------- |
| 2015/16 | UEFA Europa League            | 1. Qualifikationsrunde | FK Željezničar Sarajevo | 0:3    | 0:2 (H) | 0:1 (A)       |
| 2016/17 | UEFA Europa League            | 1. Qualifikationsrunde | Neftçi Baku PFK         | 2:3    | 0:2 (H) | 2:1 (A)       |
| 2017/18 | UEFA Europa League            | 1. Qualifikationsrunde | Videoton FC             | 2:5    | 0:2 (A) | 3:3 (H)       |
| 2018/19 | UEFA Europa League            | 1. Qualifikationsrunde | FK Keşlə                | 5:3    | 4:1 (H) | 1:2 (A)       |
| 2018/19 | UEFA Europa League            | 2. Qualifikationsrunde | ŠK Slovan Bratislava    | 3:4    | 2:1 (H) | 1:3 (A)       |
| 2019/20 | UEFA Europa League            | 1. Qualifikationsrunde | NK Domžale              | 3:5    | 3:4 (A) | 0:1 (H)       |
| 2023/24 | UEFA Europa Conference League | 1. Qualifikationsrunde | NK Domžale              | 5:4    | 4:1 (A) | 1:3 n. V. (H) |
| 2023/24 | UEFA Europa Conference League | 2. Qualifikationsrunde | FK Njoman Hrodna        | 0:2    | 0:2 (A) | 0:0 (H)       |

Gesamtbilanz: 16 Spiele, 4 Siege, 2 Unentschieden, 10 Niederlagen, 20:29 Tore (Tordifferenz −9)